# Mogadishu City Club
El Mogadishu City Club és un club de Somàlia de futbol de la ciutat de Muqdisho.
Fins 2019 fou conegut com Banadir Sports Club, i anteriorment com Banaadir Telecom Football Club. Prèviament havia estat anomenat Mogadishu Municipality.

## Palmarès
- Lliga somali de futbol:[4]
  - 1999, 2004–06, 2008–09, 2009–10, 2013–14, 2015–16, 2019/2020, 2024/25
- Copa somali de futbol:[5]
  - 2003, 2012, 2018